# Somisha spumans
Somisha spumans är en insektsart som först beskrevs av Gustav Breddin 1900.  Somisha spumans ingår i släktet Somisha och familjen Flatidae. Inga underarter finns listade i Catalogue of Life.